# Koukkujärvi (sjö i Pertunmaa, Södra Savolax)
Koukkujärvi är en sjö i kommunen Pertunmaa i landskapet Södra Savolax i Finland. Sjön ligger 106,9 meter över havet. Arean är 56 hektar och strandlinjen är 7,53 kilometer lång. Sjön  ingår i Kymmene älvs huvudavrinningsområde.   Den ligger omkring 52 kilometer sydväst om S:t Michel och omkring 160 kilometer nordöst om Helsingfors. 
Koukkujärvi ligger väster om Virma. 